# اکبر الباکر
اکبر الباکر (به عربی: أكبر الباكر) (زاده ۱۹۶۲) کارآفرین و مدیر ارشد اجرایی قطری است، که از سال ۱۹۹۷ تاکنون به‌عنوان مدیر عامل اجرایی شرکت قطر ایرویز فعالیت می‌نماید. هنگامی‌که الباکر شرکت قطر ایرویز را، در سال ۱۹۹۷ تحویل گرفت، یک شرکت کوچک هواپیمایی با ناوگانی از ۴ هواپیمای مسافربری بود، که تمامی سهام آن، در اختیار خاندان آل ثانی قرار داشت.
الباکر با تیم مدیریتی جدید، این شرکت را دوباره سازماندهی کرد، سپس ۵۰٪ درصد از سهام آن به سرمایه‌گذاران خصوصی فروخته شد. یک دهه بعد، قطر ایرویز به یکی از رقابتی‌ترین شرکت‌های هواپیمایی جهان تبدیل شده بود. قطر ایرویز در حال حاضر (۲۰۱۳) تحت مدیریت اکبر الباکر، روزانه به ۱۳۳ مقصد در سراسر جهان پرواز دارد و مالک ناوگانی از ۱۳۰ فروند هواپیمای مسافربری و باری می‌باشد.